# こ〜ちゃ
こ〜ちゃ（9月26日- 男性）はゲームクリエイター（グラフィッカー、原画家）である。神奈川県出身。
2022年7月末まで有限会社アレスのアダルトゲームブランドういんどみる/ういんどみるOasisに所属していた。

## 経歴
大学生時代に『Tea Room』（てぃーるーむ）という名の同人サークルを主宰し、漫画やイラストの同人作家として活動。
1998年春に大学を卒業するも就職活動に失敗し、フリーのイラストレーターをするかたわら、なきうさ・ちゃとららの仲間と同人サークル『うさぎ倶楽部』を結成し、同人ゲームのキャラクターデザインやCGを担当。2001年に『うさぎ倶楽部』がアレスに法人化した際の発足メンバーで、旗揚げ作のとき原画を志願、『結い橋』の企画書を書き上げると共に原画を担当。以後は同社の主力原画家として活動した。
2005年にういんどみるの6作目『はぴねす！』がヒット、翌2006年にテレビアニメ化も果たし現在の人気を確立した。
同人サークル『Tea Room』はういんどみる発足に伴い活動を休止している。

## 画風
柔らかい描線とほのぼのとした作風で髪や肌が光に反射する様を多めに入れる淡い塗りが特徴。「週刊少年ジャンプ」の漫画『くおん…』を読み、少年誌にあって少女漫画風の細かい作画や心温まるほのぼのとした作風に影響を受ける。ロリキャラは苦手としている。

## 人物
ペンネームの由来は本名を元に仲間から付けられたあだ名から。特に紅茶が好きだからというわけではなく、どちらかというと、コーヒー好きである。大のゲーム好きで、自身のブログでもしばしばゲームの話題が出る。一番好きなエロゲは『To Heart』である。

## 参加作品
うさぎ倶楽部
- ぷるぷるまじっく
- Remel
- あれ以外の何かでもないさらにそれ以外の何か。

ACTRESS
- アラカルト

ういんどみる
- 結い橋
- 結い橋つめちゃいました！ P･R･O
- くれいどるそんぐ 〜昨日に奏でる明日の唄〜
- はぴねす!
- 色に出でにけり わが恋は

ういんどみるOasis
- はぴねす！りらっくす
- 祝福のカンパネラ -la campanella della benedizione-
- 祝祭のカンパネラ！ -la campanella di festività-
- ウィッチズガーデン
- 春風センセーション![5]
- ウィザーズコンプレックス
- はぴねす!2 Sakura Celebration
- 巣作りカリンちゃん（サブ原画）
- 祝福のカンパネラ Plus Stories
- 悠久のカンパネラ[6]

KarinProject
- 巣作りカリンちゃん -星詠みの神託-（サブ原画）

Waffle
- 毒舌悪魔とムッツリ天使との四畳半暮らし

Cuteuphoria
- ドラ・コンカフェ
- ドラ・コンカフェ2

BaseSon
- 双天†恋姫 -至源の王-

画集
- 『こ～ちゃイラストワークス』